# Павлинов, Владимир Константинович
Влади́мир Константи́нович Павли́нов (22 января 1933 — 22 марта 1985) — русский советский поэт.

## Биография
Родился в Москве, на Арбате. По окончании школы поступил в Московский геолого-разведочный институт. В силу некоторых обстоятельств перевёлся в Московский нефтяной институт, который окончил в 1959, факультет: Бурение нефтяных и газовых скважин. Работал на Алтае в геологоразведочной партии, затем буровым мастером в Средней Азии.
Стихи начал писать в детстве. В 1961 в издательстве «Молодая гвардия» вышел сборник «Общежитие», в котором Павлинов участвовал вместе с ещё тремя поэтами, недавними выпускниками московских вузов: Олегом Дмитриевым, Владимиром Костровым и Дмитрием Сухаревым. На стихи В. Павлинова написано несколько «бардовских» песен — «Три сосны», «Холода», «Горький мёд» и другие. При жизни поэта вышло шесть сборников стихотворений: «Лицо» (1968), «Соль» (1974), «Три любви» (1979), «Говорю начистоту» (1981), «Настоящее время» (1982), «Испытание на прочность» (1983). В 1985 была издана книга «Стихотворения». Вторая строфа из стихотворения «Волны» стала припевом популярной песни «Я готов целовать песок».
Умер 22 марта 1985 года. Похоронен на Даниловском кладбище.
В 1988 «Молодая гвардия» выпустила сборник «Общежитие-2» (в него вошло избранное из «Общежития» и стихи тех же четырёх поэтов 1960—1980-х годов).

### Публикации Владимира Павлинова

#### Поэтические книги
- Следы: Стихи. — [М.]: Мол. гвардия, 1966. — 112 с.
- Лицо: Книга стихов. — М.: Сов. писатель, 1968. — 94 с.
- Соль. — М.: Мол. гвардия, 1974. — 111 с.
- Три любви. — М.: Мол. гвардия, 1979. — 191 с.
- Говорю начистоту: Стихи и поэма. — М.: Современник, 1981. — 96 с.
- Настоящее время: Стихи. — М.: Сов. писатель, 1982. — 103 с.
- Испытание на прочность: Стихотворения и поэма. — М.: Сов. Россия, 1983. — 124 с.
- Стихи / [Предисл. Н. Старшинова]. — М.: Худож. лит., 1985. — 276 с.

#### Сборники
- Дмитриев О., Костров В., Павлинов В., Сухарев Д. Общежитие: Первая книга поэта. — М.: Молодая гвардия, 1961.
- Дмитриев О., Костров В., Павлинов В., Сухарев Д. Общежитие-2. — М.: Молодая гвардия, 1988.

### О Владимире Павлинове
- Муромцева М. А. Арбат, 4. Повесть в документах, письмах, воспоминаниях. — М., 2010.
- Душенко Константин. Я готов целовать песок… Архивная копия от 13 сентября 2012 на Wayback Machine // Читаем вместе. — 2009. — № 10 (декабрь).